# Jean-Louis de Dommaigné
Jean-Louis de Dommaigné   (Angers, 11 de novembre de 1749 - Saumur, 1793) fou un general francès i un cap de la Vendée mort a la batalla de Saumur el 1793.

## Biografia
Va entrar a la professió d'armes el 1764. El 1768 es va incorporar al cos de cavalleria dels guardaespatlles del rei. Elegit coronel de la Guàrdia Nacional, va participar en la Festa de la Federació el 1790.
El 1793, els camperols insurgents van venir a buscar-lo per posar-lo al cap. Es fa general de la cavalleria de l'Exèrcit Catòlic i Reial. Després d'haver estat present en particular a les batalles de Fontenay-le-Comte del 16 i 25 de maig de 1793, es va distingir a la batalla de Saumur, on el càrrec que va dirigir va provocar la victòria dels Vendeans. Tanmateix, Dommaigné resultà mort durant la lluita.